# Metodo Hare-Niemeyer
Il metodo Hare o Hare-Niemeyer (o dei resti più alti), è un metodo matematico per l'attribuzione dei seggi nei sistemi elettorali che utilizzano il metodo proporzionale.
È uno (e il più rappresentativo) dei possibili metodi "del quoziente e i più alti resti", che stabilisce la quota di voti che bisogna raggiungere per ottenere un seggio.
Porta il suo nome da Thomas Hare (1806-1891), un britannico che inventò il sistema dei quozienti utilizzati anche nel meccanismo del voto singolo trasferibile. L'altro nome è quello del matematico tedesco Horst Friedrich Niemeyer (1931-2007) che ha dato il suo nome al metodo usato dal Bundestag dal 1987 al 2005.

## Il metodo
Tale metodo può essere spiegato suddividendolo in due sottometodi: metodo della quota e metodo dei resti più alti.

### Metodo della quota
Tramite la formula Q = (V/N) (Q = quoziente di Hare, V = voti degli elettori, N = numero di seggi), si determina il coefficiente Q che servirà a stabilire il numero di voti necessari per ottenere un seggio. Quindi se un partito ottiene X voti, tramite la formula Y = X/Q si potrà calcolare il numero Y di seggi da assegnare. Il risultato di Y è spesso un numero non intero e la parte decimale rappresenta la parte del numero di seggi che non vengono assegnati col metodo della quota a quel partito. Per completare l'assegnazione si ricorre quindi al successivo metodo dei resti più alti.

### Metodo dei resti più alti
La parte decimale di Y rappresenta la parte di seggi rimanenti e non assegnati dal metodo della quota. Sia YI la parte intera di Y. Con la formula R = X - (YI * Q) si ottengono il numero dei voti (R = il resto dei voti) che serviranno per calcolare la successiva assegnazione dei seggi. Ad ogni partito corrisponde un numero R: l'insieme di questi numeri, ciascuno associato ad uno specifico partito, verrà ordinato per valori decrescenti. Si procede quindi all'assegnazione di un seggio per partito (fra quelli rimasti non assegnati) a partire dal partito con maggior resto fino a quando non viene esaurita la disponibilità dei seggi non assegnati.

## Esempio
Alle elezioni del Parlamento dello Stato di Zanarkand, composto da 8 seggi, si presentano quattro partiti. Il numero dei votanti/voti espressi è 423 000.
I risultati elettorali sono i seguenti:
- Voti validi: 423 000 schede
- Partito Alfa: 171 000 preferenze
- Partito Beta: 132 000 preferenze
- Partito Gamma: 84 000 preferenze
- Partito Delta: 36 000 preferenze

L'applicazione del metodo Hare porta alla creazione di una tabella in cui vengono individuati il numero di seggi spettanti a ogni partito.
La quota Q, per quanto detto sopra è: Q = 423 000/8 = 52 875
| Partiti       | Voti    | N (Numero seggi) | NI (Seggi da quota) |
| ------------- | ------- | ---------------- | ------------------- |
| Partito Alfa  | 171 000 | 3,23             | 3                   |
| Partito Beta  | 132 000 | 2,49             | 2                   |
| Partito Gamma | 84 000  | 1,58             | 1                   |
| Partito Delta | 36 000  | 0,68             | 0                   |

Come risulta chiaro rimangono non assegnati 2 seggi degli 8 a disposizione. Quindi, ai seggi da quota andranno aggiunti i 2 seggi che sono rimasti fuori dal calcolo della quota, che andranno ripartiti col metodo dei resti, ovvero assegnandoli ai partiti col maggior numero di resti fino a esaurimento.
| Partiti       | Voti    | Seggi da quota | R (Resti) | Seggi da resto | Totale seggi |
| ------------- | ------- | -------------- | --------- | -------------- | ------------ |
| Partito Delta | 36 000  | 0              | 36 000    | 1              | 1            |
| Partito Gamma | 84 000  | 1              | 31 125    | 1              | 2            |
| Partito Beta  | 132 000 | 2              | 26 250    | 0              | 2            |
| Partito Alfa  | 171 000 | 3              | 12 375    | 0              | 3            |

## Diversi metodi di quozienti
Variando il quoziente utilizzato, sono stati creati tre principali varianti del sistema in questione:
- aumentando di un'unità il divisore, si creò il quoziente di Hagenbach-Bischoff;
- aumentando di un'unità il divisore e il quoziente, si creò il quoziente di Droop;
- aumentando di due unità il divisore, si creò il quoziente Imperiali.